# Hans Schicklin
Hans Schicklin (erwähnt ab 1509 in Basel; † 6. April 1520) war ein Schweizer Kunstschreiner und Bildschnitzer.

## Leben und Wirken
Der von Teufen (Appenzell) stammende Hans Schicklin wurde 1509 Pfründer der Kartause in Basel, nachdem er bereits vorher einige Zeit im Kloster gelebt haben soll. Da der Liber benefactorum des Klosters ihn als valde arteficiosus et subtilis faber lignarius et omnibus nobis laborando voluntarius fuit beschreibt, werden ihm das 1509 begonnene, mit 17 geschnitzten Medaillons versehene kunstvolle Täfer im Gastzimmer der Kartause, dem sog. Zscheckenbürlin-Zimmer, und zwei für diesen Raum bestimmte Betten (1510/1512), zugeschrieben. Von letzteren hat sich eines erhalten (heute im Historischen Museum Basel).